# دينيس ثوياتس
دينيس ثوياتس (بالإنجليزية: Denis Thwaites)‏ هو لاعب كرة قدم بريطاني في مركز نصف الجناح، ولد في 14 ديسمبر 1944 في ستوكتون أون تيز ‏ في المملكة المتحدة، وتوفي في 26 يونيو 2015 في مرسى القنطاوي في تونس بسبب هجوم سوسة 2015. لعب مع برمنغهام سيتي.